# Euroleague Basketball 2018-2019 - Play-off
La fase dei play-off della Euroleague Basketball 2018-2019 si è disputata dal 16 aprile al 1º maggio 2019.
Le serie sono al meglio delle 5 partite, secondo il formato 2-2-1: ovvero le gare 1, 2 e 5 si giocano in casa delle teste di serie (prime quattro classificate della stagione regolare). La squadra che si aggiudicherà tre gare si qualificherà per la Final Four.

## Squadre qualificate
| Pos | Squadra         | G  | V  | P  | PF   | PS   | DP   | Risultato          |
| --- | --------------- | -- | -- | -- | ---- | ---- | ---- | ------------------ |
| 1   | Fenerbahçe      | 30 | 25 | 5  | 2504 | 2237 | +267 | Teste di serie     |
| 2   | CSKA Mosca      | 30 | 24 | 6  | 2590 | 2397 | +193 | Teste di serie     |
| 3   | Real Madrid     | 30 | 22 | 8  | 2578 | 2342 | +236 | Teste di serie     |
| 4   | Anadolu Efes    | 30 | 20 | 10 | 2562 | 2406 | +156 | Teste di serie     |
| 5   | Barcellona      | 30 | 18 | 12 | 2358 | 2282 | +76  | Non teste di serie |
| 6   | Panathīnaïkos   | 30 | 16 | 14 | 2382 | 2345 | +37  | Non teste di serie |
| 7   | Saski Baskonia  | 30 | 15 | 15 | 2449 | 2378 | +71  | Non teste di serie |
| 8   | Žalgiris Kaunas | 30 | 15 | 15 | 2360 | 2323 | +37  | Non teste di serie |

## Tabellone
| Squadra 1    | Totale | Squadra 2       | Gara 1  | Gara 2  | Gara 3   | Gara 4  | Gara 5  |
| ------------ | ------ | --------------- | ------- | ------- | -------- | ------- | ------- |
| Fenerbahçe   | 3 – 1  | Žalgiris Kaunas | 76 – 43 | 80 – 82 | 66 – 57  | 99 – 82 | –       |
| CSKA Mosca   | 3 – 1  | Saski Baskonia  | 94 – 68 | 68 – 78 | 84 – 77  | 92 – 83 | –       |
| Real Madrid  | 3 – 0  | Panathīnaïkos   | 75 – 72 | 78 – 63 | 89 – 82  | –       | –       |
| Anadolu Efes | 3 – 2  | Barcellona      | 75 – 68 | 72 – 74 | 102 – 68 | 72 – 82 | 80 – 71 |

## Risultati
Tutti gli orari fanno riferimento al fuso orario CET (UTC+1).

### Gara 1
| Arbitri: | Luigi Lamonica Oļegs Latiševs Anne Panther |

|                                    |            |                                             |
| Rodríguez 19 Higgins 12 de Colo 11 | Punti      | 17 Shields 12 Hilliard, Poirier 6 Shengelia |
| Rodríguez 5                        | Assist     | 5 Voigtmann                                 |
| Clyburn 6                          | Rimbalzi   | 5 Poirier, Voigtmann                        |
| Dīmītrīs Itoudīs                   | Allenatori | Velimir Perasović                           |

| Arbitri: | Christos Christodoulou Ilija Belosevic Matej Boltauzer |

|                                |            |                               |
| Kalinić 16 Gudurić 13 Green 12 | Punti      | 10 Grigonis 8 White 6 Wolters |
| Gudurić 4                      | Assist     | 3 Westermann                  |
| Düverioğlu 7                   | Rimbalzi   | 6 Thompson                    |
| Željko Obradović               | Allenatori | Šarūnas Jasikevičius          |

| Arbitri: | Saša Pukl Robert Lottermoser Elias Koromilas |

|                                        |            |                                     |
| Micić 21 Larkin, Moerman 12 Dunston 11 | Punti      | 14 Tomić 12 Heurtel, Pangos 9 Šmits |
| Micić 7                                | Assist     | 5 Heurtel                           |
| Dunston, Moerman, Simon 5              | Rimbalzi   | 11 Hanga                            |
| Ergin Ataman                           | Allenatori | Svetislav Pešić                     |

| Arbitri: | Borys Ryzhyk Sreten Radović Mehdi Difallah |

|                                                   |            |                                     |
| Taylor 13 Causeur 12 Campazzo, Carroll, Tavares 8 | Punti      | 17 Calathes 12 Thomas 10 Vougioukas |
| Campazzo 6                                        | Assist     | 4 Calathes                          |
| Tavares 8                                         | Rimbalzi   | 7 Papapetrou                        |
| Pablo Laso                                        | Allenatori | Rick Pitino                         |

### Gara 2
| Arbitri: | Ilija Belošević Matej Boltauzer Carmelo Paternicò |

|                                             |            |                                   |
| Higgins 15 Clyburn, Rodríguez 14 Kurbanov 7 | Punti      | 16 Hilliard 15 Shields 14 Poirier |
| Higgins, Rodríguez 3                        | Assist     | 6 Huertas                         |
| Clyburn, Hines 6                            | Rimbalzi   | 15 Poirier                        |
| Dīmītrīs Itoudīs                            | Allenatori | Velimir Perasović                 |

| Arbitri: | Luigi Lamonica Piotr Pastusiak Milan Nedovic |

|                                |            |                                  |
| Datome 17 Sloukas 15 Veselý 12 | Punti      | 20 Ulanovas 14 Wolters 13 Davies |
| Sloukas 6                      | Assist     | 3 Grigonis, Walkup, Westermann   |
| Datome 9                       | Rimbalzi   | 7 Ulanovas                       |
| Željko Obradović               | Allenatori | Šarūnas Jasikevičius             |

| Arbitri: | Borys Ryzhyk Oļegs Latiševs Mehdi Difallah |

|                             |            |                              |
| Larkin 18 Micić 15 Simon 14 | Punti      | 17 Hanga 13 Tomić 12 Heurtel |
| Micić 4                     | Assist     | 5 Oriola                     |
| Moerman 6                   | Rimbalzi   | 7 Tomić                      |
| Ergin Ataman                | Allenatori | Svetislav Pešić              |

| Arbitri: | Robert Lottermoser Saša Pukl Gytis Vilius |

|                                         |            |                                      |
| Campazzo 13 Taylor 11 Ayón, Randolph 10 | Punti      | 13 Thomas 10 Kilpatrick 9 Papapetrou |
| Campazzo 9                              | Assist     | 7 Calathes                           |
| Campazzo 7                              | Rimbalzi   | 4 Calathes, Lojeski, Papagiannīs     |
| Pablo Laso                              | Allenatori | Rick Pitino                          |

### Gara 3
| Arbitri: | Borys Ryzhyk Sreten Radović Mehdi Difallah |

|                              |            |                                |
| Wolters 15 Davies 9 Walkup 7 | Punti      | 17 Gudurić 10 Veselý 9 Sloukas |
| Grigonis, Wolters 3          | Assist     | 3 Sloukas                      |
| Thompson 7                   | Rimbalzi   | 7 Datome                       |
| Šarūnas Jasikevičius         | Allenatori | Željko Obradović               |

| Arbitri: | Luigi Lamonica Matej Boltauzer Emin Mogulkoc |

|                                  |            |                                              |
| Calathes 17 Lojeski 16 Thomas 11 | Punti      | 16 Campazzo, Fernández 14 Randolph 13 Taylor |
| Calathes 7                       | Assist     | 10 Campazzo                                  |
| Papapetrou, Vougioukas 5         | Rimbalzi   | 7 Tavares                                    |
| Rick Pitino                      | Allenatori | Pablo Laso                                   |

| Arbitri: | Robert Lottermoser Fernando Rocha Gytis Vilius |

|                                     |            |                                         |
| Poirier 19 Hilliard 13 Voigtmann 12 | Punti      | 28 de Colo 11 Higgins 10 Clyburn, Hines |
| Huertas 5                           | Assist     | 7 Rodríguez                             |
| Poirier 15                          | Rimbalzi   | 7 Clyburn, Hines                        |
| Velimir Perasović                   | Allenatori | Dīmītrīs Itoudīs                        |

| Arbitri: | Christos Christodoulou Saša Pukl Anne Panther |

|                            |            |                                      |
| Hanga 13 Kuric 12 Tomić 11 | Punti      | 30 Larkin 14 Micić, Pleiß 13 Moerman |
| Hanga, Pangos 3            | Assist     | 8 Micić, Simon                       |
| Singleton 6                | Rimbalzi   | 10 Dunston                           |
| Svetislav Pešić            | Allenatori | Ergin Ataman                         |

### Gara 4
| Arbitri: | Matej Boltauzer Oļegs Latiševs Elias Koromilas |

|                                        |            |                                  |
| Davies 25 Wolters 18 Grigonis, White 7 | Punti      | 25 Muhammed 15 Sloukas 12 Veselý |
| Westermann 6                           | Assist     | 10 Sloukas                       |
| Davies 7                               | Rimbalzi   | 5 Sloukas                        |
| Šarūnas Jasikevičius                   | Allenatori | Željko Obradović                 |

| Arbitri: | Luigi Lamonica Saša Pukl Emin Mogulkoc |

|                                            |            |                                   |
| Poirier 21 Patricio Garino 16 Voigtmann 12 | Punti      | 27 de Colo 19 Higgins 15 Kurbanov |
| Hilliard, Huertas 5                        | Assist     | 4 de Colo                         |
| Voigtmann 6                                | Rimbalzi   | 7 Kurbanov                        |
| Velimir Perasović                          | Allenatori | Dīmītrīs Itoudīs                  |

| Arbitri: | Robert Lottermoser Sreten Radović Fernando Rocha |

|                                          |            |                               |
| Kuric 19 Tomić 13 Séraphin, Singleton 12 | Punti      | 20 Larkin 17 Simon 11 Moerman |
| Claver, Heurtel, Pangos 4                | Assist     | 4 Micić                       |
| Claver 8                                 | Rimbalzi   | 5 Dunston                     |
| Svetislav Pešić                          | Allenatori | Ergin Ataman                  |

### Gara 5
| Arbitri: | Matej Boltauzer Borys Ryzhyk Mehdi Difallah |

|                                                   |            |                                        |
| Moerman, Larkin 18 Anderson, Beaubois 11 Micić 10 | Punti      | 12 Heurtel, Singleton 10 Tomić 9 Hanga |
| Micić 10                                          | Assist     | 4 Heurtel, Ribas                       |
| Anderson, Dunston, Moerman 4                      | Rimbalzi   | 8 Singleton                            |
| Ergin Ataman                                      | Allenatori | Svetislav Pešić                        |

## Miglior giocatore della giornata
| Giornata | Giocatore        | Squadra        | PIR | Note  |
| -------- | ---------------- | -------------- | --- | ----- |
| 1        | Vasilije Micić   | Anadolu Efes   | 30  | [ 1 ] |
| 2        | Vincent Poirier  | Saski Baskonia | 32  | [ 2 ] |
| 3        | Shane Larkin     | Anadolu Efes   | 34  | [ 3 ] |
| 4        | Nando de Colo    | CSKA Mosca     | 35  | [ 4 ] |
| 5        | Shane Larkin (2) | Anadolu Efes   | 19  | [ 5 ] |